# Teodoro Ladico

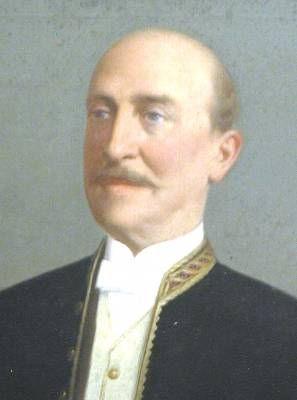
Teodoro Ladico

Teodoro Ladico y Font (Mahón, 6 de abril de 1825-8 de diciembre de 1912) fue un político español, miembro de una adinerada familia de origen griego establecida en las Baleares y cónsul general de Grecia en las islas, fue brevemente ministro de Hacienda con la I República Española. 
Miembro del Partido Republicano Federal, fue elegido diputado al Congreso por el distrito de Mahón en las elecciones de abril de 1872 y reelegido en las elecciones a cortes constituyentes de la república celebradas en mayo de 1873. Elegido por el Congreso de los Diputados en votación directa ministro de Hacienda dentro de un gabinete presidido por Francisco Pi i Margall, desempeñó el cargo entre el 11 y el 28 de junio de 1873. Como ministro de Hacienda, «en el estado angustioso del Tesoro», defendió el arriendo de los tabacos de Filipinas y la renegociación de la deuda para hacer frente a las necesidades más urgentes, presentando su dimisión al no obtener el respaldo del consejo. Apenas conocido fuera de su circunscripción, el inesperado nombramiento como ministro dio lugar a comentarios burlescos, uno de ellos, recogido por el diario La Iberia del 13 de agosto de 1873, y reinterpretado por Benito Pérez Galdós en La Primera República, cuarta novela de la última serie de los Episodios Nacionales, contaba que tras ser elegido telegrafió a su esposa participándole la noticia

y al día siguiente, un mallorquín amigo de la familia recibió otro despacho concebido en estos términos:
—Estoy en una ansiedad muy grande. Dígame si mi marido se ha vuelto loco. Me asegura que le han hecho Ministro de Hacienda.
Benito Pérez Galdós, La Primera República, cap. X

Tras el fin de la experiencia republicana retornó a la actividad política como senador por la provincia de Puerto Rico en las legislaturas de 1887 a 1895.